# Stade de la Mosson
Stade de la Mosson is een stadion in Montpellier. Het wordt vooral gebruikt voor de thuiswedstrijden voor de plaatselijke voetbalclub Montpellier HSC. Het stadion is gebouwd in 1972 en heeft na een aantal renovaties een capaciteit van 32.939 toeschouwers.
Het stadion is gebruikt voor het wereldkampioenschap voetbal 1998. Naast voetbal wordt het stadion ook gebruikt voor rugby. Een aantal van de groepswedstrijden tijdens het wereldkampioenschap rugby 2007 werd gespeeld in Stade de la Mosson.

## WK interlands
| № | Datum        | Wedstrijd            | Uitslag | Competitie             | Toeschouwers |
| - | ------------ | -------------------- | ------- | ---------------------- | ------------ |
| 1 | 10 juni 1998 | Marokko – Noorwegen  | 2 – 2   | WK 1998 Groepsfase (A) | 29.800       |
| 2 | 12 juni 1998 | Paraguay – Bulgarije | 0 – 0   | WK 1998 Groepsfase (D) | 27.650       |
| 3 | 17 juni 1998 | Italië – Kameroen    | 3 – 0   | WK 1998 Groepsfase (B) | 29.800       |
| 4 | 22 juni 1998 | Colombia – Tunesië   | 1 – 0   | WK 1998 Groepsfase (G) | 29.800       |
| 5 | 25 juni 1998 | Duitsland – Iran     | 2 – 0   | WK 1998 Groepsfase (F) | 29.800       |
| 6 | 29 juni 1998 | Duitsland – Mexico   | 2 – 1   | WK 1998 Achtste finale | 29.800       |

Stade de France (Saint-Denis) · Stade Vélodrome (Marseille) · Parc des Princes (Parijs) · Stade Bollaert-Delelis (Lens) · Stade de Gerland (Lyon) · Stadium de Toulouse (Toulouse) · Stade Geoffroy-Guichard (Saint-Étienne) · Parc Lescure (Bordeaux) · Stade de la Mosson (Montpellier) · Stade de la Beaujoire (Nantes)
Stade Raymond-Kopa (Angers) ·
Matmut Atlantique (Bordeaux) ·
Stade Francis-Le Blé (Brest) ·
Stade Gabriel Montpied (Clermont) ·
Stade Bollaert-Delelis (Lens) ·
Stade Pierre-Mauroy (Lille) ·
Stade du Moustoir (Lorient) ·
Parc Olympique Lyonnais (Lyon) ·
Stade Vélodrome (Marseille) ·
Stade Saint-Symphorien (Metz) ·
Stade Louis II (Monaco) ·
Stade de la Mosson (Montpellier) ·
Stade de la Beaujoire (Nantes) ·
Allianz Riviera (Nice) ·
Parc des Princes (PSG) ·
Stade Auguste-Delaune (Reims) · 
Roazhon Park (Rennes) ·
Stade Geoffroy-Guichard (Saint-Étienne) ·
Stade de la Meinau (Strasbourg) ·
Stade de l'Aube (Troyes)
Stade François Coty (Ajaccio) ·
Stade de la Licorne (Amiens) ·
Stade de l'Abbé-Deschamps (Auxerre) ·
Stade Armand Cesari (Bastia) ·
Stade Michel d'Ornano (Caen) ·
Stade Gaston Gérard (Dijon) ·
Stade Marcel-Tribut (Dunkerque) ·
Stade des Alpes (Grenoble) ·
Stade du Roudourou (Guingamp) ·
Stade Océane (Le Havre) ·
Stade Marcel Picot (Nancy) ·
Stade des Costières (Nîmes) ·
Stade René Gaillard (Niort) ·
Stade Charléty (Paris) · 
Nouste Camp (Pau) ·
Stade Paul-Lignon (Rodez) ·
Stade Robert-Diochon (Quevilly-Rouen) ·
Stade Auguste Bonal (Sochaux) ·
Stadium Municipal (Toulouse) · 
Stade du Hainaut (Valenciennes)
Stade de France (Frans nationaal stadion) ·
Parc des Sports d'Avignon (Avignon) ·
Stade Gaston Petit (Châteauroux) ·
Stade Dominique Duvauchelle (Créteil) ·
Parc des Sports d'Annecy (Annecy) ·
Stade Ange Casanova (Gazélec Ajaccio) ·
Stade Francis-Le Basser (Laval) ·
Stade de la Source (Orléans) ·
Stade Bauer (Red Star) ·
Stade Jean-Bouin (Stade français) ·
Stade de la Vallée du Cher (Tours)